# Тан-Дабін
Тан-Дабін (перс. تن دبين) — село в Ірані, у дегестані Кухестані-є-Талеш, в Центральному бахші, шагрестані Талеш остану Ґілян. За даними перепису 2006 року, його населення становило 141 особу, що проживали у складі 28 сімей.

## Клімат
Середня річна температура становить 9,85°C, середня максимальна – 26,20°C, а середня мінімальна – -8,34°C. Середня річна кількість опадів – 414 мм.
| Клімат поселення                              | Клімат поселення | Клімат поселення | Клімат поселення | Клімат поселення | Клімат поселення | Клімат поселення | Клімат поселення | Клімат поселення | Клімат поселення | Клімат поселення | Клімат поселення | Клімат поселення | Клімат поселення |
| Показник                                      | Січ.             | Лют.             | Бер.             | Квіт.            | Трав.            | Черв.            | Лип.             | Серп.            | Вер.             | Жовт.            | Лист.            | Груд.            |                  |
| Середній максимум, °C                         | 4,52             | 5,60             | 8,29             | 14,72            | 20,13            | 24,24            | 26,20            | 25,75            | 21,54            | 17,85            | 12,12            | 6,24             |                  |
| Середня температура, °C                       | −1,9             | −0,82            | 1,86             | 8,29             | 13,69            | 17,79            | 21,16            | 20,70            | 16,48            | 12,79            | 7,06             | 1,19             |                  |
| Середній мінімум, °C                          | −8,34            | −7,27            | −4,58            | 1,85             | 7,27             | 11,36            | 16,10            | 15,64            | 11,41            | 7,74             | 2,01             | −3,88            |                  |
| Норма опадів, мм                              | 33               | 32               | 49               | 52               | 47               | 22               | 12               | 14               | 28               | 47               | 40               | 38               |                  |
| Середньомісячна швидкість вітру, м/с          | 2.13             | 2.55             | 2.52             | 2.73             | 2.27             | 2.28             | 2.45             | 2.33             | 2.02             | 1.98             | 2.08             | 2.05             |                  |
| Середньомісячна сонячна радіація, кДж/м²·день | 7156             | 9753             | 12002            | 16160            | 20047            | 23103            | 23753            | 20317            | 17088            | 11915            | 8753             | 6795             |                  |
| --------------------------------------------- | ---------------- | ---------------- | ---------------- | ---------------- | ---------------- | ---------------- | ---------------- | ---------------- | ---------------- | ---------------- | ---------------- | ---------------- | ---------------- |
| Джерело:                                      |                  |                  |                  |                  |                  |                  |                  |                  |                  |                  |                  |                  |                  |